# Kabalo
Kabalo är en ort i Kongo-Kinshasa, i provinsen Tanganyika i den sydöstra delen av landet, 320 kilometer väster om provinsens huvudort Kalemie och på östra stranden av Lualabafloden. Antalet invånare är 29 833.

## Geografi och klimat
Kabalo ligger 560 meter över havet.. Terrängen runt Kabalo är platt. Det finns inga andra samhällen i närheten.
I omgivningarna runt Kabalo växer huvudsakligen savannskog. Runt Kabalo är det glesbefolkat, med 13 invånare per kvadratkilometer. Årsmedeltemperaturen i trakten är 23 °C. Den varmaste månaden är juni, då medeltemperaturen är 25 °C, och den kallaste är mars, med 20 °C. Genomsnittlig årsnederbörd är 1 208 millimeter. Den regnigaste månaden är januari, med i genomsnitt 222 mm nederbörd, och den torraste är juni, med 1 mm nederbörd.